# Hache Team
Hache Team (conocido por su patrocinio de Q8 Oils como Q8 Oils Hache Team) fue una escudería de automovilismo castellanoleonesa y asturiana. Estuvo estrechamente relacionada con los pilotos Édgar y Toño Fernández.

## Historia
El Hache Team surgió como idea en 2006 y se inició en la competición en 2008, logró en su temporada de debut 2 subcampeonatos en el Campeonato de España de F3 con Nelson Panciatici, una descalificación en la penúltima carrera le costó el título de la Copa de España. s en ambas categorías, convirtiéndose en 2009 en la única escudería española participante en el campeonato de las Le Mans Series.
En 2009 la escudería vallisoletana participó con un Lucchini Judd en el campeonato de las European Le Mans Series (LMP2), participando un año después que Epsilon Euskadi, quienes habían sogrado con ello bastante repercusión. Durante tres de las cinco citas lograron establecer un plantel completo de pilotos españoles, aunque finalmente no lograron ningún punto en el certamen. 
Con el progresivo encarecimiento del campeonato al establecerse cada vez más en Europa (y menos en España) y no pudiendo hacer frente a la compra de los nuevos Dallara F312 que iban a introducirse en la temporada 2012 de European F3 Open, la escudería desaparece a finales de 2011.

## Sede
Las instalaciones de la escudería se encontraban en Zaratán, a 3 km de Valladolid, pero a principios del 2011 se trasladó a Llanera (Asturias) tras la unión con Regueiro MotorSport.
- Director : David Carbajo
- Director técnico : Patrick Turbiez
- Mánager : Miguel A. Sánchez
- Jefe de Mecánicos : Ernesto Pellicer
- Mecánicos : Artur Pardos y Julien Turbiez
- Director de Marketing : Alicia Bazán
- Ingenieros : Miguel Clara, Ramón Calatayud y Roger Escusol

## Temporadas
| Temporada | Series                     | Coche                      | Rondas | Victorias | Poles | VR | Podios | Pts. | Pos. | Pilotos destacados |
| --------- | -------------------------- | -------------------------- | ------ | --------- | ----- | -- | ------ | ---- | ---- | ------------------ |
| 2008      | Campeonato de España de F3 | Dallara F306 - FIAT        | 9 de 9 | 0         | 0     | 1  | 6      | 68   | 3.º  | Nelson Paniatici   |
| 2009      | European F3 Open           | Dallara F306 - FIAT        | 8 de 8 | 0         | 0     | 0  | 1      | 12   | 8.º  |                    |
| 2009      | Le Mans Series - LMP2      | Lucchini LMP2 - Judd XV675 | 5 de 5 | 0         | 0     | 0  | 0      | 0    | 15.º |                    |
| 2010      | European F3 Open           | Dallara F308 - Toyota      | 8 de 8 | 1         | 0     | 2  | 5      | 64   | 5.º  |                    |
| 2010      | European F3 Open           | Dallara F306 - Toyota      | 8 de 8 | 1         | 0     | 2  | 5      | 64   | 5.º  |                    |
| 2011      | European F3 Open           | Dallara F308 - Toyota      | 7 de 8 | 2         | 0     | 3  | 4      | 39   | 6.º  |                    |
| 2011      | European F3 Open           | Dallara F306 - Toyota      | 2 de 8 | 2         | 0     | 3  | 4      | 39   | 6.º  |                    |
| Total     |                            |                            |        | 3         | 0     | 6  | 16     |      |      |                    |